# Interventionistische Linke

Logo der IL

Die Interventionistische Linke (IL) ist eine Organisation der undogmatischen Linken, welche sich unter anderem in den Bereichen Klimaschutz, Gesundheitspolitik und Wohnungspolitik einbringt. Die IL versucht in breiten Bündnissen mit NGOs und linken gesellschaftlichen Akteuren in die Mitte der Gesellschaft hineinzuwirken und setzt als Protestform vornehmlich auf Zivilen Ungehorsam. Das Bundesamt für Verfassungsschutz betrachtet die IL als linksextremistisch und beobachtet sie. Die IL wurde 2005 gegründet und trat erstmals mit den Mobilisierungen zum G8-Gipfel in Heiligendamm 2007 in der Öffentlichkeit auf. Sie beteiligt sich maßgeblich im Bündnis „Ende Gelände“. Die IL hat circa 1000 Mitglieder in rund 25 Ortsgruppen.

## Geschichte
Die Geschichte der Interventionistischen Linken als Organisation ist ein Prozess, der von einem anfänglich losen „Beratungstreffen“ hin zu einer „verbindlichen Organisationsstruktur“ führt. Dieser Prozess ist noch nicht abgeschlossen. Im Laufe dieses Prozesses haben sich zahlreiche Gruppen der Interventionistischen Linken angeschlossen, während einige die Organisation wieder verlassen haben.
In einer ersten Phase der Organisierung fanden sich ab 1999 im sogenannten Beratungstreffen Einzelpersonen aus dem Bundesgebiet zusammen, mit dem Ziel, „nach der misslungenen linksradikalen Mobilisierung gegen den G8-Gipfel in Köln“ den „Tiefpunkt“ der radikalen Linken in Deutschland zu überwinden.
Als zweite Phase der Organisierung wurden diese Treffen seit 2004 für ganze Gruppen geöffnet, 2005 wurde die IL dann gegründet. Unklar war zu diesem Zeitpunkt noch, ob die IL eher ein loses Netzwerk sein oder eine feste Organisationsstruktur haben sollte. Dies wurde im Laufe der nächsten Jahre zugunsten der verbindlichen Organisation entschieden.
Der IL wird dabei bereits 2006 attestiert, maßgeblich Bemühungen voranzutreiben, ein breites Bündnis gegen den G-8-Gipfel in Heiligendamm zu bilden. An diesem sollen parteiungebundene linke und linksradikale Gruppen genauso teilnehmen wie parteinahe, gewerkschaftliche und kirchliche Akteure.
Mit den Protesten gegen den G8-Gipfel in Heiligendamm 2007 folgte anschließend die dritte Phase der Organisierung, in der die IL nach eigenen Angaben „erstmals in der Praxis erleb- und wahrnehmbar wurde“. In der Folge beteiligte sich die IL an zahlreichen Protesten und Bündnissen im gesamten Bundesgebiet zu zahlreichen Themen.
Mit dem „Zwischenstandspapier“ veröffentlichte die IL 2014 ein vorläufiges Grundsatzprogramm, in dem sie ihren Charakter als „lokal verankerte, überregionale Organisierung und Organisation" und die Bedeutung breiter Bündnisse für ihre Arbeit betont.
Das 2024 unter dem Titel „Gegenmacht Aufbauen, Gelegenheit Ergreifen - IL im Umbruch" veröffentliche „Zwischenstandspapier #2“ stellt eine aktualisierte und ergänzte Version dar.

## Aktivitäten
Seit 2007 beteiligt sich die IL an zahlreichen Protesten und Bündnissen in Deutschland. Zu diesen gehören neben den unten genauer beschriebenen Aktivitäten auch „Stopp Nato“, „Dresden Nazifrei“, „No pasarán“ gegen den Dresdner Naziaufmarsch und das „Welcome-to-stay“-Bündnis.

### Proteste gegen den G8-Gipfel in Heiligendamm 2007
Die Proteste gegen den G8-Gipfel in Heiligendamm 2007 gelten gemeinhin als erstes öffentliches Auftreten der IL. Die IL war im Vorfeld „bestrebt, ein möglichst breites Bündnis unter Einschluss von Gewerkschaften und kirchlichen Gruppierungen zu organisieren, um ein großes Protestpotenzial mobilisieren zu können“. Letztlich konnte die IL entscheidend zum Erfolg der Proteste beitragen, indem sie auf die Fünf-Finger-Taktik setzte und so ein friedliches Durchbrechen von Polizeiketten ermöglichte. Dies sicherte dem Protest mediale Aufmerksamkeit.
Laut Berliner Verfassungsschutz hatte die IL explizit „das Ziel, die Proteste anlässlich des G8-Gipfels zu radikalisieren. Dies sei ein notwendiger Schritt zur Überwindung der freiheitlichen demokratischen Grundordnung“.

### Proteste gegen Atommülltransporte 2010/11
Anlässlich der Castor-Transporte aus der französischen Wiederaufarbeitungsanlage La Hague in das Brennelemente-Zwischenlager Gorleben 2010 und 2011 organisierte die Interventionistische Linke mit anderen Gruppen aus dem autonomen Spektrum die Kampagne „Castor? Schottern!“.

### Proteste gegen Braunkohletagebau seit 2015 („Ende Gelände”)
Die IL beteiligt sich seit 2015 am Bündnis „Ende Gelände“. Dabei wird ihr teilweise eine maßgebliche Rolle im Bündnis zugeschrieben. Die IL Berlin selbst meinte in einem Beitrag, „mit Ende Gelände [...] ein unglaublich großes Ding“ geschaffen zu haben. Der IL gelang es, „mithilfe von Aktionsbündnissen tagespolitische Themen aufzugreifen und [sich] in der Szene als Agitationsschwerpunkt zu etablieren.“ Sie war „maßgeblich an der Organisation und Mobilisierung zu den Aktionstagen beteiligt“ und erwies „sich als zuverlässiger und aktiver Partner“ im Bündnis. Nach Angaben des Verfassungsschutzes „wertete auch die IL die Protestaktion als großen Erfolg und sieht Anknüpfungspunkte für weitere Aktionen.“

### Proteste gegen den G20-Gipfel in Hamburg 2017
Die IL beteiligte sich am „Bündnis gegen das G20-Treffen“ 2017 sowie an der Planung und Durchführung von mehreren Demonstrationen rund um die Gipfeltage. Auch an der Aktion „Block G20“, die zum Ziel hatte, die Zufahrtswege zum Gipfel-Austragungsort zu blockieren, war die IL beteiligt. Für Kontroversen sorgte vor, während und nach den Gipfeltagen, dass die IL sich nicht klar von militanten Gipfelgegnern und Ausschreitungen distanzierte.

### Einsatz für bezahlbaren Wohnraum seit 2018
2018 veröffentlichte die IL eine Broschüre mit dem Namen „Das Rote Berlin“. In der Broschüre macht die IL den Vorschlag, der kapitalistischen Vermarktung von Wohnraum durch Vergesellschaftung entgegenzutreten.
Die IL engagierte sich für den Berliner Volksentscheid Deutsche Wohnen und Co. enteignen, laut dem Berliner Verfassungsschutz allerdings ohne steuernden Einfluss. Im Zusammenhang mit dem Volksentscheid versucht die IL auch, den öffentlichen Diskurs um bezahlbaren Wohnraum um antikapitalistische Positionen zu ergänzen.

### Aktivitäten während der Corona-Pandemie
Die IL setzte sich mit der Corona-Pandemie und ihren Auswirkungen auseinander. So initiierte sie eine bundesweite Kampagne namens „Corona-Impfstoff für alle – Gebt die Patente frei" und setzte sich für die Enteignung von Pharmakonzernen ein. Die IL Hamburg unterstützte die Kampagne „Zero Covid".

### Einsatz gegen Rassismus und Faschismus
Tätigkeitsschwerpunkte der IL sind weiterhin Antirassismus und Antifaschismus. So ist die IL Mitglied im Bündnis „Aufstehen gegen Rassismus“, das sich gegen die AfD und Pegida wendet. Zudem betreibt die IL die Kampagne „#EntnazifizierungJetzt“. Ziel der Kampagne ist die Dokumentation rechter und rassistischer Vorfälle bei Sicherheitsbehörden. Die Ortsgruppe Berlin ist Mitglied in Bündnissen zur Aufklärung der Verbrechen des Nationalsozialistischen Untergrunds (NSU).

### Einsatz für das Recht auf Schwangerschaftsabbruch
Für das Recht auf körperliche Selbstbestimmung und gegen den sogenannten „Marsch für das Leben“ setzt sich die IL im Bündnis „What the Fuck“ ein.

## Organisation

### Mittel und Ziele

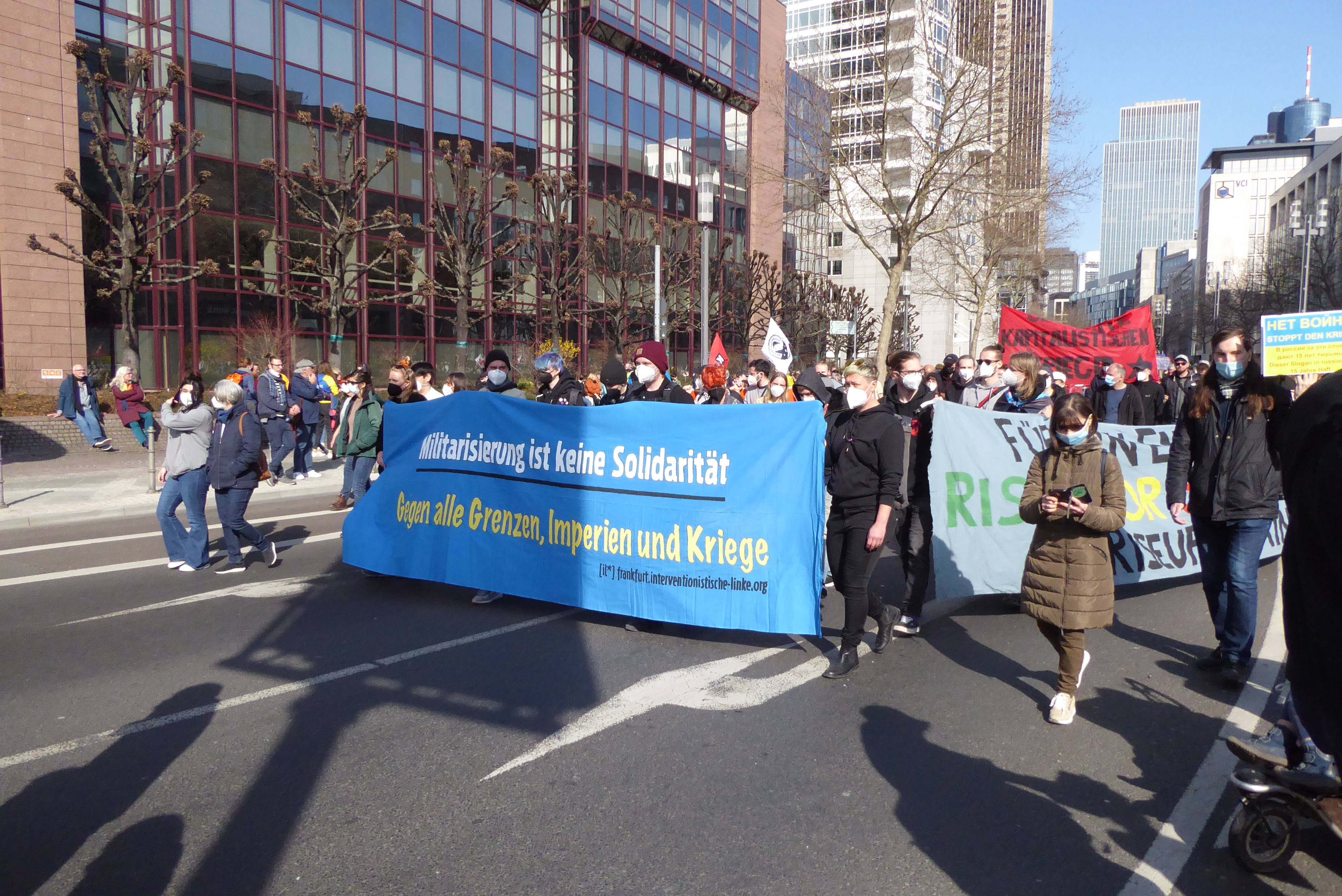
Vertreter der Interventionistischen Linken bei einer Demonstration

Die Interventionistische Linke versucht, durch gesellschaftliche Konflikte den Kapitalismus als ein grundlegendes Problem zu demaskieren. Sie setzt auf „den revolutionären Bruch“, um „alle Formen von Unterdrückung, Entrechtung und Diskriminierung“ zu überwinden. So soll der Klimaschutz als „gesamtgesellschaftliche antikapitalistische Frage" adressiert werden, Wohnraum soll zukünftig kein Teil kapitalistischen Wirtschaftens mehr sein. Durch lokales Engagement und Medienpräsenz soll die Unterstützung durch die Bevölkerung verbreitert werden, weitere Aktivisten motiviert werden und so eine Massenbewegung entstehen.
In ihrem vorläufigen Grundsatzprogramm, dem sogenannten Zwischenstandspapier, erklärt die IL, sie wolle „immer wieder neue Allianzen“ suchen und „lieber Fehler machen und aus ihnen lernen, anstatt sich im Zynismus der reinen Kritik zu verlieren." Diese Position gilt als Abgrenzung zu verschiedenen linksradikalen Strömungen, die hauptsächlich Texte verfassten, ohne gesellschaftspolitisch aktiv zu werden. Die IL will eine Linke sein, die „selbstbewusst und sprechfähig in politische Kämpfe eingreift und fähig ist, auch außerhalb ihrer Subkulturen, Kieze und Freiräume zu agieren.“
Ziviler Ungehorsam ist dabei „Aktionsform der Wahl“. So bestimmt die IL die Grenzen ihres Protests anhand der von ihr wahrgenommenen Legitimität und nicht an der aktuellen Legalität. Die IL rief in der Vergangenheit im Rahmen von Aktionen Zivilen Ungehorsams zwar zu Sachbeschädigungen, nie aber zu Gewalt gegen Personen auf.

### Struktur und Presseerzeugnisse
Die Interventionistische Linke umfasst (bei leichten Schwankungen, stand 2025) 23 Ortsgruppen, darunter eine österreichische. Auf der Website der IL sind Gruppen von Kiel im Norden bis Tübingen und Graz im Süden und von Düsseldorf und Köln im Westen bis Berlin und Graz im Osten gelistet. Laut Zwischenstandspapier der IL ist eine Vereinigung von Ortsgruppen, die in der gleichen Stadt aktiv sind, anzustreben. Eine zunehmend einheitliche Benennung der Ortsgruppen sei Reflexion der fortschreitenden Organisierung des ehemals heterogenen Netzwerks. Bisher behalten jedoch einige Ortsgruppen ihre ursprünglichen Namen bei.
In den Ortsgruppen bestehen Arbeitsgemeinschaften (AGs), die Aktivitäten planen und lokal oder regional umsetzen.
Mit der arranca! verfügt die IL über eine eigene Zeitschrift, die halbjährlich erscheint. Die Redaktion der Zeitung analyse & kritik steht der IL nahe.

### In der IL aufgegangene Gruppen
Im Laufe der Geschichte der Interventionistischen Linken haben sich zahlreiche Gruppen dem zunächst informellen Netzwerk angeschlossen und später ihr Aufgehen in der IL erklärt. Die IL entwickelt sich somit von einem Bündnisprojekt zu einer einheitlichen Organisation. Dabei erklärten unter anderem die Postautonomen Gruppen Avanti – Projekt undogmatische Linke und Für eine linke Strömung (FelS) ihr Aufgehen in der IL. Zusammen mit der Antifaschistische Linke Berlin hatten sich damit alleine in Berlin in den Jahren 2014/2015 drei verschiedene Gruppen mit unterschiedlichen Ansätzen zu einer IL-Ortsgruppe zusammengeschlossen.
Bundesweit und darüber hinaus haben zahlreiche Organisationen ihr Aufgehen in der IL bekanntgegeben:
- Antifaschistische Linke Berlin (ALB) (Auflösung und Beitritt eines Teils der ehemaligen Mitglieder in die Berliner Ortsgruppe der IL, September 2014)[30]
- Antifaschistische Aktion Hannover [AAH] (in die IL Hannover aufgegangen,[31])
- attac-campus Bochum
- Avanti – Projekt undogmatische Linke (Transformation in die IL, September 2014[28])
- Basisdemokratische Linke Göttingen (BL)[32]
- Für eine linke Strömung (Beitritt zur Berliner Ortsgruppe der IL, Mai 2015[33])
- Kritisches Kollektiv, Rhein-Neckar
- Libertad! (Aufgegangen in u. a. die Berliner Ortsgruppe[34])
- no lager, Bremen
- Organisierte Autonomie, Nürnberg
- Projekt Interventionistische Linke Ravensburg
- Radikale Linke Nürnberg
- Redaktion So Oder So
- Rote Aktion Kornstraße (RAK), Hannover (aufgegangen in der IL Hannover, Mai 2013[35])

## Rezeption

### Bewertung durch den Verfassungsschutz
Das Bundesamt für Verfassungsschutz erwähnt die Interventionistische Linke seit 2006 in seinen jährlichen Berichten und führt sie als „linksextrem“. 2009 widmete es der IL erstmals einen eigenen Abschnitt und bezeichnete sie als „bundesweites informelles Netzwerk überwiegend aus dem autonomen / antiimperialistischen Spektrum". Seit der Veröffentlichung des „Zwischenstandspapiers“ im Oktober 2014 betrachtet der Verfassungsschutz die IL als „bundesweite Organisation“.
2021 wurden der IL, wie in den Jahren zuvor, „1000 Mitglieder in zahlreichen Arbeitsgruppen und regionalen Gliederungen“ zugeordnet. Die IL sei „erster Ansprechpartner bei der überregionalen Organisierung“. Ihr wurde eine „ideologische Unverbindlichkeit“ und ein kampagnenorientierter Ansatz attestiert, der ihr die Zusammenarbeit mit Akteuren „über ideologische Grenzen hinweg“ ermögliche. Mit diesem „offenen Ansatz“ sei die IL „Bindeglied zwischen Autonomen, dogmatischen und sonstigen Linksextremisten bis hin zu demokratischen Protestinitiativen.“ Auch bei den Aktionsformen sei die IL anschlussfähig, da sie aus strategischen Gründen auf die Befürwortung von Gewalt verzichte, ohne sich aber aktiv von gewaltsamen Aktionsformen zu distanzieren.
Der Verfassungsschutz meint, dass der Interventionistischen Linken eine maßgebliche Rolle beim Klimaschutz-Bündnis „Ende Gelände“ zukomme und dieses durch die IL beeinflusst sei. Der Berliner Volksentscheid „Deutsche Wohnen & Co. enteignen!“ stellt, aus Sicht des Verfassungsschutzes, für die Interventionistische Linke zudem eine Möglichkeit dar, die öffentliche Debatte um bezahlbaren Wohnraum in Berlin um ihre antikapitalistischen Positionen zu ergänzen.
Der Hamburger Verfassungsschutz meint, dass die IL Hamburg 2021 „die Enteignung von Unternehmen, Wohnungsbaugesellschaften, privaten Krankenhäusern und sogenannten ‚Superreichen‘“ befürwortet habe, womit sie sich „in einem nicht aufzulösenden Widerspruch zum Grundgesetz“ befinde.

### Linksradikale Kritik
Linksradikale haben der IL wiederholt, zum Beispiel in der Interim, vorgeworfen, sozialdemokratisch-reformistisch und nicht revolutionär genug zu sein.

## Publikationen
- Das rote Berlin: Strategien für eine sozialistische Stadt, Berlin 2018
- Leitfaden im Umgang mit sexueller/sexualisierter Gewalt innerhalb der Interventionistischen Linken, Berlin 2019
- Zwischenstandspapier #2, Berlin 2024